# کورتیلیونه
کورتیلیونه (به ایتالیایی: Cortiglione) یک کومونه در ایتالیا است که در استان آسته واقع شده‌است.

## خصوصیات
کورتیلیونه ۸٫۴ کیلومترمربع مساحت و ۵۶۵ نفر جمعیت دارد.